# Rosenborg Ballklub 2017
Questa voce raccoglie le informazioni riguardanti il Rosenborg Ballklub nelle competizioni ufficiali della stagione 2017.

## Stagione
A seguito del titolo vinto nella precedente stagione, il Rosenborg avrebbe affrontato il campionato di Eliteserien 2017 e la Champions League 2017-2018, oltre al Norgesmesterskapet ed al Mesterfinalen. Il 19 dicembre 2016 è stato compilato il calendario del nuovo campionato, che alla 1ª giornata avrebbe visto la squadra ospitare l'Odd, nel weekend dell'1-3 aprile 2016.
Il 29 marzo 2017, al Brann Stadion di Bergen, il Rosenborg si è aggiudicato il primo trofeo stagionale con la vittoria del Mesterfinalen, in virtù del successo per 2-0 sul Brann.
Il 7 aprile è stato sorteggiato il primo turno del Norgesmesterskapet 2017: il Rosenborg avrebbe fatto visita allo Strindheim. La squadra ha superato questo ostacolo ed anche Tynset, Levanger e Jerv nei turni successivi, prima di arrendersi al Vålerenga.
Il 19 maggio 2017, il Rosenborg ha festeggiato il suo primo secolo di storia: per l'occasione, si è tenuta una partita al Lerkendal Stadion con alcuni dei calciatori più importanti della storia del club, tra cui John Carew, Steffen Iversen, Mini Jakobsen e Roar Strand.
Il 19 giugno, l'UEFA ha sorteggiato il secondo turno di qualificazione alla Champions League 2017-2018, a cui il Rosenborg avrebbe preso parte: la compagine norvegese avrebbe affrontato gli irlandesi del Dundalk. Superato questo ostacolo, al terzo turno il Rosenborg è stato contrapposto al Celtic, con la formazione scozzese che ha avuto la meglio nel doppio confronto, eliminando la compagine norvegese.
Il Rosenborg è stato così ripescato in Europa League, alla fase degli spareggi: l'avversario contrappostogli dal sorteggio è l'Ajax. Superati i lancieri nel doppio confronto, il Rosenborg è approdato alla fase a gironi: gli avversari sarebbero stati Real Sociedad, Vardar e Zenit San Pietroburgo.
Il 4 novembre 2017, il Rosenborg si è laureato campione di Norvegia per la 25ª volta nella sua storia: senza scendere in campo, a causa della sconfitta casalinga del Molde secondo in classifica, contro il Kristiansund, la squadra si è garantita il successo finale con 3 partite di campionato ancora da disputare.
Per quanto concerne l'avventura in Europa League, si è chiusa al termine della fase a gironi dell'Europa League.

## Maglie e sponsor
Lo sponsor tecnico per la stagione 2017 è stato Adidas, mentre lo sponsor ufficiale è stato REMA 1000. La divisa casalinga è composta da una maglietta bianca con inserti nero e oro, pantaloncini neri e calzettoni bianchi. Quella da trasferta era invece composta da una maglietta nera con inserti bianchi e oro, pantaloncini bianchi e calzettoni neri.
| Casa | Trasferta |

## Rosa
| N. |                      | Ruolo | Calciatore            |
| -- | -------------------- | ----- | --------------------- |
| 1  | Norvegia (bandiera)  | P     | André Hansen          |
| 2  | Norvegia (bandiera)  | D     | Vegar Eggen Hedenstad |
| 3  | Norvegia (bandiera)  | D     | Birger Meling         |
| 4  | Norvegia (bandiera)  | D     | Tore Reginiussen      |
| 5  | Danimarca (bandiera) | D     | Jacob Rasmussen       |
| 7  | Danimarca (bandiera) | C     | Mike Jensen           |
| 8  | Norvegia (bandiera)  | C     | Anders Konradsen      |
| 9  | Danimarca (bandiera) | A     | Nicklas Bendtner      |
| 10 | Islanda (bandiera)   | A     | Matthías Vilhjálmsson |
| 11 | Norvegia (bandiera)  | A     | Yann-Erik de Lanlay   |
| 14 | Norvegia (bandiera)  | D     | Johan Lædre Bjørdal   |
| 15 | Norvegia (bandiera)  | C     | Anders Trondsen       |
| 15 | Kosovo (bandiera)    | A     | Elbasan Rashani       |
| 16 | Norvegia (bandiera)  | D     | Jørgen Skjelvik       |
| 17 | Svezia (bandiera)    | C     | Jonathan Levi         |

| N. |                      | Ruolo | Calciatore         |
| -- | -------------------- | ----- | ------------------ |
| 18 | Norvegia (bandiera)  | C     | Magnus Stamnestrø  |
| 19 | Norvegia (bandiera)  | A     | Andreas Helmersen  |
| 20 | Australia (bandiera) | D     | Alex Gersbach      |
| 21 | Norvegia (bandiera)  | C     | Fredrik Midtsjø    |
| 22 | Norvegia (bandiera)  | C     | Morten Konradsen   |
| 23 | Norvegia (bandiera)  | A     | Pål André Helland  |
| 24 | Norvegia (bandiera)  | P     | Arild Østbø        |
| 25 | Norvegia (bandiera)  | C     | Marius Lundemo     |
| 26 | Serbia (bandiera)    | A     | Milan Jevtović     |
| 27 | Norvegia (bandiera)  | A     | Mushaga Bakenga    |
| 28 | Nigeria (bandiera)   | A     | Samuel Adegbenro   |
| 32 | Norvegia (bandiera)  | D     | Erlend Dahl Reitan |
| 34 | Norvegia (bandiera)  | A     | Erik Botheim       |
| 35 | Norvegia (bandiera)  | P     | Einar Bergquist    |

## Calciomercato

### Sessione invernale(dal 01/01 al 31/03)
| Arrivi           | Arrivi                | Arrivi            | Arrivi        |
| R.               | Nome                  | da                | Modalità      |
| ---------------- | --------------------- | ----------------- | ------------- |
| P                | Arild Østbø           | Sarpsborg 08      | definitivo    |
| D                | Vegar Eggen Hedenstad | St. Pauli         | definitivo    |
| D                | Birger Meling         | Stabæk            | definitivo    |
| D                | Jacob Rasmussen       | St. Pauli         | definitivo    |
| C                | John Hou Sæter        | Ranheim           | fine prestito |
| C                | Marius Lundemo        |                   | svincolato    |
| A                | Nicklas Bendtner      | Nottingham Forest | definitivo    |
| A                | Milan Jevtović        | Antalyaspor       | prestito      |
| Altre operazioni |                       |                   |               |
| R.               | Nome                  | da                | Modalità      |
| D                | Per-Magnus Steiring   | Viking            | fine prestito |

| Partenze | Partenze              | Partenze       | Partenze   |
| R.       | Nome                  | a              | Modalità   |
| -------- | --------------------- | -------------- | ---------- |
| P        | Julian Faye Lund      | Levanger       | prestito   |
| P        | Adam Larsen Kwarasey  | Brøndby        | definitivo |
| P        | Pavel Londak          |                | svincolato |
| P        | Alexander Lund Hansen |                | ritiro     |
| D        | Hólmar Örn Eyjólfsson | Maccabi Haifa  | definitivo |
| D        | Per-Magnus Steiring   | Sogndal        | definitivo |
| D        | Jonas Svensson        | AZ Alkmaar     | definitivo |
| C        | Sivert Solli          | Elverum        | prestito   |
| C        | Guðmundur Þórarinsson | IFK Norrköping | definitivo |
| A        | Christian Gytkjær     | Monaco 1860    | definitivo |

### Sessione estiva(dal 20/07 al 16/08)
| Arrivi | Arrivi           | Arrivi       | Arrivi     |
| R.     | Nome             | da           | Modalità   |
| ------ | ---------------- | ------------ | ---------- |
| C      | Morten Konradsen | Bodø/Glimt   | definitivo |
| C      | Jonathan Levi    | Öster        | definitivo |
| C      | Anders Trondsen  | Sarpsborg 08 | definitivo |
| A      | Samuel Adegbenro | Viking       | definitivo |

| Partenze | Partenze           | Partenze   | Partenze   |
| R.       | Nome               | a          | Modalità   |
| -------- | ------------------ | ---------- | ---------- |
| D        | Erlend Dahl Reitan | Bodø/Glimt | prestito   |
| C        | John Hou Sæter     | Stabæk     | definitivo |
| A        | Mushaga Bakenga    | Tromsø     | definitivo |
| A        | Elbasan Rashani    | Odd        | definitivo |

### Dopo la sessione estiva
| Arrivi | Arrivi | Arrivi | Arrivi   |
| R.     | Nome   | da     | Modalità |
| ------ | ------ | ------ | -------- |

| Partenze | Partenze        | Partenze   | Partenze   |
| R.       | Nome            | a          | Modalità   |
| -------- | --------------- | ---------- | ---------- |
| C        | Fredrik Midtsjø | AZ Alkmaar | definitivo |

## Risultati

### Mesterfinalen
| Arbitro: | Moen (Haugesund) |

|  |           |                              |
|  | Marcatori | 32’ Jevtović 90’ Reginiussen |

### Eliteserien

#### Girone di andata
| Arbitro: | Hansen (Feda) |

|                                                 |           |  |
| Bendtner 57’ Semb Berge 58’ (aut.) Jevtović 69’ | Marcatori |  |

| Arbitro: | Døvle (Larvik) |

|  |           |                                           |
|  | Marcatori | 50’ Vilhjálmsson 74’ Bendtner 85’ Helland |

| Arbitro: | Hagen (Grue) |

|                        |           |                     |
| Jevtović 7’ Midtsjø 9’ | Marcatori | 21’ (aut.) Bendtner |

| Arbitro: | Lundby (Bøverbru) |

|  |           |            |
|  | Marcatori | 9’ Helland |

| Trondheim 23 aprile 2017, ore 18:00 5ª giornata | Rosenborg      | 0 – 0 referto | Aalesund | Lerkendal Stadion (16.948 spett.)\| Arbitro: \| Døvle (Larvik) \| |
| Arbitro:                                        | Døvle (Larvik) |               |          |                                                                   |

| Arbitro: | Moen (Haugesund) |

|               |           |                         |
| Thomassen 79’ | Marcatori | 9’ Bendtner 80’ Bakenga |

| Arbitro: | Eskås (Oslo) |

|                          |           |                |
| Helland 8’ Konradsen 90’ | Marcatori | 79’ Rólantsson |

| Stabekk 13 maggio 2017, ore 16:00 8ª giornata | Stabæk       | 0 – 0 referto | Rosenborg | Nadderud Stadion (4.938 spett.)\| Arbitro: \| Hagen (Grue) \| |
| Arbitro:                                      | Hagen (Grue) |               |           |                                                               |

| Arbitro: | Steen (Bergen) |

|                  |           |                                  |
| Vilhjálmsson 20’ | Marcatori | 43’ Ingebrigtsen 85’ Sigurðarson |

| Arbitro: | Kjensli (Oslo) |

|              |           |           |
| Bendtner 59’ | Marcatori | 81’ Kippe |

| Arbitro: | Steen (Bergen) |

|             |           |              |
| Stengel 84’ | Marcatori | 45’ Jevtović |

| Arbitro: | Hobber Nilsen (Oslo) |

|                                                 |           |                     |
| Glesnes 8’ (aut.) Jevtović 16’ Vilhjálmsson 53’ | Marcatori | 68’ Ulland Andersen |

| Arbitro: | Døvle (Larvik) |

|                 |           |  |
| Hajradinović 3’ | Marcatori |  |

| Arbitro: | Hansen (Feda) |

|                                    |           |  |
| Vilhjálmsson 61’ Jevtović 65’, 67’ | Marcatori |  |

| Arbitro: | Skjerven (Kaupanger) |

|                          |           |                                             |
| Mendy 55’, 61’ Sørli 83’ | Marcatori | 30’ Vilhjálmsson 44’ Konradsen 90’ Bendtner |

#### Girone di ritorno
| Arbitro: | Lundby (Bøverbru) |

|                                                                    |           |              |
| Vilhjálmsson 23’ Bendtner 32’ (rig.) Jensen 34’ Hedenstad 38’, 76’ | Marcatori | 85’ Kastrati |

| Arbitro: | Saggi (Drammen) |

|  |           |                                           |
|  | Marcatori | 30’ Jevtović 55’ Midtsjø 77’ Vilhjálmsson |

| Arbitro: | Moen (Haugesund) |

|                                                   |           |           |
| Helland 13’ Bendtner 39’ (rig.), 75’ Jevtović 76’ | Marcatori | 58’ Bamba |

| Arbitro: | Hobber Nilsen (Oslo) |

|            |           |                            |
| Brustad 5’ | Marcatori | 73’ Bendtner 85’ Konradsen |

| Arbitro: | Eskås (Oslo) |

|  |           |                        |
|  | Marcatori | 26’ (aut.) Reginiussen |

| Arbitro: | Hansen (Feda) |

|  |           |                            |
|  | Marcatori | 61’ Bendtner 69’ Adegbenro |

| Arbitro: | Steen (Bergen) |

|                                      |           |  |
| Bendtner 2’, 45’ (rig.) Trondsen 69’ | Marcatori |  |

| Arbitro: | Hobber Nilsen (Oslo) |

|  |           |                                      |
|  | Marcatori | 22’, 73’ (rig.) Bendtner 34’ Helland |

| Arbitro: | Moen (Haugesund) |

|                   |           |            |
| Rosted 56’ (aut.) | Marcatori | 65’ Rosted |

| Arbitro: | Hansen (Feda) |

|  |           |                                       |
|  | Marcatori | 5’ Adegbenro 51’ Bendtner 56’ Helland |

| Arbitro: | Hagen (Grue) |

|  |           |                                |
|  | Marcatori | 55’, 59’ Bendtner 90’ Jevtović |

| Trondheim 29 ottobre 2017, ore 18:00 27ª giornata | Rosenborg           | 0 – 0 referto | Stabæk | Lerkendal Stadion (20.723 spett.)\| Arbitro: \| Hagenes (Flaktveit) \| |
| Arbitro:                                          | Hagenes (Flaktveit) |               |        |                                                                        |

| Arbitro: | Moen (Haugesund) |

|                          |           |                     |
| Abdellaoue 68’ Gyasi 75’ | Marcatori | 55’ (rig.) Bendtner |

| Arbitro: | Hobber Nilsen (Oslo) |

|                          |           |  |
| Bendtner 8’ Trondsen 41’ | Marcatori |  |

| Arbitro: | Hafsås (Trondheim) |

|                |           |  |
| Mladenovic 53’ | Marcatori |  |

### Norgesmesterskapet
| Arbitro: | Døvle (Larvik) |

|  |           |                      |
|  | Marcatori | 8’, 72’ Vilhjálmsson |

| Arbitro: | Følstad Skarsem (Trondheim) |

|            |           | |
| Ligård 79’ | Marcatori | 16’ Jevtović 36’ Meling 47’, 90’ Vilhjálmsson 52’ Reginiussen 57’ Konradsen 71’ Jensen 75’ Midtsjø 90’ Rashani |

| Arbitro: | Smehus Kringstad |

|                       |           |                                               |
| Tadesse 66’ Stene 89’ | Marcatori | 36’ (rig.) Helland 42’, 67’, 70’ Vilhjálmsson |

| Arbitro: | Hagen (Grue) |

|              |           |                               |
| Haugstad 11’ | Marcatori | 33’ Jevtović 60’ Vilhjálmsson |

| Arbitro: | Hagen (Grue) |

|              |           |                                  |
| Jevtović 12’ | Marcatori | 43’ Dønnum 74’ Kjelsrud Johansen |

### Champions League
| Arbitro: | Petrescu |

|              |           |                 |
| McMillan 18’ | Marcatori | 44’ Reginiussen |

| Arbitro: | Aghayev |

|                                |           |              |
| de Lanlay 43’ Vilhjálmsson 98’ | Marcatori | 12’ Gartland |

| Glasgow 26 luglio 2017, ore 19:45 Terzo turno di qualificazione Andata | Celtic  | 0 – 0 referto | Rosenborg | Celtic Park\| Arbitro: \| Martins \| |
| Arbitro:                                                               | Martins |               |           |                                      |

| Arbitro: | Lardot |

|  |           |             |
|  | Marcatori | 69’ Forrest |

### Europa League
| Arbitro: | Thomson |

|  |           |               |
|  | Marcatori | 77’ Adegbenro |

| Arbitro: | Buquet |

|                                 |           |                       |
| Bendtner 26’ Adegbenro 80’, 89’ | Marcatori | 60’ Younes 61’ Schøne |

| Arbitro: | Mazzoleni |

|                                                   |           |  |
| Llorente 9’, 77’ Zurutuza 10’ Skjelvik 41’ (aut.) | Marcatori |  |

| Arbitro: | Kabakov |

|                                                          |           |                 |
| Bendtner 25’ (rig.) A. Konradsen 56’ Eggen Hedenstad 68’ | Marcatori | 90’ Juan Felipe |

| Arbitro: | Stieler |

|                     |           |             |
| Rigoni 1’, 68’, 75’ | Marcatori | 88’ Helland |

| Arbitro: | Gözübüyük |

|                     |           |             |
| Bendtner 55’ (rig.) | Marcatori | 90’ Kokorin |

| Arbitro: | Stefański |

|  |           |               |
|  | Marcatori | 90’ Oyarzabal |

| Arbitro: | Bojko |

|          |           |              |
| Ytalo 9’ | Marcatori | 45’ Bendtner |

## Statistiche

### Statistiche di squadra
| Competizione       | Punti | In casa | In casa | In casa | In casa | In casa | In casa | In trasferta | In trasferta | In trasferta | In trasferta | In trasferta | In trasferta | Totale | Totale | Totale | Totale | Totale | Totale | DR  |
| Competizione       | Punti | G       | V       | N       | P       | Gf      | Gs      | G            | V            | N            | P            | Gf           | Gs           | G      | V      | N      | P      | Gf     | Gs     | DR  |
| ------------------ | ----- | ------- | ------- | ------- | ------- | ------- | ------- | ------------ | ------------ | ------------ | ------------ | ------------ | ------------ | ------ | ------ | ------ | ------ | ------ | ------ | --- |
| Mesterfinalen      | -     | 0       | 0       | 0       | 0       | 0       | 0       | 1            | 1            | 0            | 0            | 2            | 0            | 1      | 1      | 0      | 0      | 2      | 0      | +2  |
| Eliteserien        | 61    | 15      | 9       | 4       | 2       | 30      | 10      | 15           | 9            | 3            | 3            | 27           | 10           | 30     | 18     | 7      | 5      | 57     | 20     | +37 |
| Norgesmesterskapet | -     | 1       | 0       | 0       | 1       | 1       | 2       | 4            | 4            | 0            | 0            | 17           | 4            | 5      | 4      | 0      | 1      | 18     | 6      | +12 |
| Champions League   | -     | 2       | 1       | 0       | 1       | 2       | 2       | 2            | 0            | 2            | 0            | 1            | 1            | 4      | 1      | 2      | 1      | 3      | 3      | 0   |
| Europa League      | -     | 4       | 2       | 1       | 1       | 7       | 5       | 4            | 1            | 1            | 2            | 3            | 8            | 8      | 3      | 2      | 3      | 10     | 13     | -3  |
| Totale             | -     | 22      | 12      | 5       | 5       | 40      | 19      | 26           | 15           | 6            | 5            | 50           | 23           | 48     | 27     | 11     | 10     | 90     | 42     | +48 |

### Andamento in campionato
| Giornata  | 1 | 2 | 3 | 4 | 5 | 6 | 7 | 8 | 9 | 10 | 11 | 12 | 13 | 14 | 15 | 16 | 17 | 18 | 19 | 20 | 21 | 22 | 23 | 24 | 25 | 26 | 27 | 28 | 29 | 30 |
| --------- | - | - | - | - | - | - | - | - | - | -- | -- | -- | -- | -- | -- | -- | -- | -- | -- | -- | -- | -- | -- | -- | -- | -- | -- | -- | -- | -- |
| Luogo     | C | T | C | T | C | T | C | T | C | C  | T  | C  | T  | C  | T  | C  | T  | C  | T  | C  | T  | C  | T  | C  | T  | T  | C  | T  | C  | T  |
| Risultato | V | V | V | V | N | V | V | N | P | N  | N  | V  | P  | V  | N  | V  | V  | V  | V  | P  | V  | V  | V  | N  | V  | V  | N  | P  | V  | P  |
| Posizione | 1 | 1 | 2 | 1 | 1 | 1 | 1 | 1 | 1 | 1  | 1  | 1  | 2  | 1  | 1  | 1  | 1  | 1  | 1  | 1  | 1  | 1  | 1  | 1  | 1  | 1  | 1  | 1  | 1  | 1  |

Fonte:  Eliteserien 2017, su altomfotball.no, Altomfotball.
Legenda:

Luogo: C = Casa; T = Trasferta. Risultato: V = Vittoria; N = Pareggio; P = Sconfitta.

### Statistiche dei giocatori
| Giocatore          | Eliteserien | Eliteserien | Eliteserien | Eliteserien | Norgesmesterskapet | Norgesmesterskapet | Norgesmesterskapet | Norgesmesterskapet | Champions League+Europa League | Champions League+Europa League | Champions League+Europa League | Champions League+Europa League | Mesterfinalen | Mesterfinalen | Mesterfinalen | Mesterfinalen | Totale   | Totale | Totale      | Totale     |
| Giocatore          | Presenze    | Reti        | Ammonizioni | Espulsioni  | Presenze           | Reti               | Ammonizioni        | Espulsioni         | Presenze                       | Reti                           | Ammonizioni                    | Espulsioni                     | Presenze      | Reti          | Ammonizioni   | Espulsioni    | Presenze | Reti   | Ammonizioni | Espulsioni |
| ------------------ | ----------- | ----------- | ----------- | ----------- | ------------------ | ------------------ | ------------------ | ------------------ | ------------------------------ | ------------------------------ | ------------------------------ | ------------------------------ | ------------- | ------------- | ------------- | ------------- | -------- | ------ | ----------- | ---------- |
| S. Adegbenro       | 10          | 2           | 2           | 0           | 1                  | 0                  | 0                  | 0                  | 0+8                            | 0+3                            | 0+1                            | 0                              | -             | -             | -             | -             | 19       | 5      | 3           | 0          |
| M. Bakenga         | 10          | 1           | 1           | 0           | 3                  | 0                  | 0                  | 0                  | 0                              | 0                              | 0                              | 0                              | 1             | 0             | 0             | 0             | 14       | 1      | 1           | 0          |
| N. Bendtner        | 29          | 19          | 4           | 0           | 2                  | 0                  | 0                  | 0                  | 4+8                            | 0+4                            | 0                              | 0                              | 1             | 0             | 0             | 0             | 44       | 23     | 4           | 0          |
| E. Bergquist       | 0           | -0          | 0           | 0           | 0                  | -0                 | 0                  | 0                  | 0                              | -0                             | 0                              | 0                              | -             | -             | -             | -             | 0        | -0     | 0           | 0          |
| E. Botheim         | 3           | 0           | 0           | 0           | 2                  | 0                  | 0                  | 0                  | 1                              | 0                              | 0                              | 0                              | -             | -             | -             | -             | 6        | 0      | 0           | 0          |
| E. Dahl Reitan     | 1           | 0           | 0           | 0           | 3                  | 0                  | 0                  | 0                  | 0                              | 0                              | 0                              | 0                              | -             | -             | -             | -             | 4        | 0      | 0           | 0          |
| Y. de Lanlay       | 8           | 0           | 0           | 0           | 2                  | 0                  | 0                  | 0                  | 4+5                            | 1+0                            | 0+1                            | 0                              | -             | -             | -             | -             | 19       | 1      | 1           | 0          |
| V. Eggen Hedenstad | 27          | 2           | 3           | 0           | 0                  | 0                  | 0                  | 0                  | 4+6                            | 0+1                            | 0+1                            | 0                              | 1             | 0             | 0             | 0             | 38       | 3      | 4           | 0          |
| A. Gersbach        | 15          | 0           | 2           | 0           | 4                  | 0                  | 0                  | 0                  | 0+5                            | 0+1                            | 0                              | 0                              | 1             | 0             | 0             | 0             | 25       | 1      | 2           | 0          |
| A. Hansen          | 25          | -17         | 0           | 0           | 0                  | -0                 | 0                  | 0                  | 4+8                            | -3+-13                         | 0                              | 0                              | 1             | -0            | 0             | 0             | 38       | -33    | 0           | 0          |
| P. Helland         | 22          | 6           | 1           | 0           | 3                  | 1                  | 0                  | 0                  | 2+3                            | 0+1                            | 0+1                            | 0                              | 1             | 0             | 0             | 0             | 31       | 8      | 2           | 0          |
| A. Helmersen       | 1           | 0           | 0           | 0           | 0                  | 0                  | 0                  | 0                  | 0                              | 0                              | 0                              | 0                              | -             | -             | -             | -             | 1        | 0      | 0           | 0          |
| J. Hou Sæter       | 0           | 0           | 0           | 0           | 0                  | 0                  | 0                  | 0                  | 0                              | 0                              | 0                              | 0                              | -             | -             | -             | -             | 0        | 0      | 0           | 0          |
| M. Jensen          | 29          | 1           | 2           | 0           | 4                  | 1                  | 0                  | 0                  | 4+7                            | 0                              | 0                              | 0                              | 1             | 0             | 1             | 0             | 45       | 2      | 3           | 0          |
| M. Jevtović        | 25          | 9           | 2           | 1           | 5                  | 3                  | 0                  | 0                  | 4+6                            | 0                              | 2+0                            | 0                              | 1             | 1             | 0             | 0             | 41       | 13     | 4           | 1          |
| A. Konradsen       | 22          | 3           | 2           | 0           | 3                  | 1                  | 0                  | 0                  | 4+5                            | 0+1                            | 0                              | 0                              | 1             | 0             | 0             | 0             | 35       | 5      | 2           | 0          |
| M. Konradsen       | 4           | 0           | 0           | 0           | 0                  | 0                  | 0                  | 0                  | 0+2                            | 0                              | 0                              | 0                              | -             | -             | -             | -             | 6        | 0      | 0           | 0          |
| J. Levi            | 7           | 0           | 0           | 0           | 1                  | 0                  | 0                  | 0                  | 0+2                            | 0                              | 0                              | 0                              | -             | -             | -             | -             | 10       | 0      | 0           | 0          |
| B. Meling          | 20          | 0           | 3           | 1           | 5                  | 1                  | 0                  | 0                  | 3+2                            | 0                              | 0                              | 0                              | -             | -             | -             | -0            | 30       | 1      | 3           | 1          |
| F. Midtsjø         | 20          | 2           | 2           | 0           | 3                  | 1                  | 0                  | 0                  | 4+2                            | 0                              | 0+1                            | 0                              | 1             | 0             | 0             | 0             | 30       | 3      | 3           | 0          |
| J. Lædre Bjørdal   | 18          | 0           | 0           | 0           | 4                  | 0                  | 1                  | 0                  | 3+5                            | 0                              | 0+1                            | 0                              |               |               |               |               | 30       | 0      | 2           | 0          |
| M. Lundemo         | 18          | 0           | 2           | 0           | 4                  | 0                  | 1                  | 0                  | 1+4                            | 0                              | 0                              | 0                              | 0             | 0             | 0             | 0             | 27       | 0      | 3           | 0          |
| A. Østbø           | 6           | -3          | 0           | 0           | 5                  | -6                 | 0                  | 0                  | 0                              | -0                             | 0                              | 0                              | 0             | -0            | 0             | 0             | 11       | -9     | 0           | 0          |
| E. Rashani         | 8           | 0           | 1           | 0           | 1                  | 1                  | 0                  | 0                  | 2+0                            | 0                              | 0                              | 0                              | 1             | 0             | 0             | 0             | 12       | 1      | 1           | 0          |
| J. Rasmussen       | 10          | 0           | 1           | 0           | 2                  | 0                  | 0                  | 0                  | 0+5                            | 0                              | 0                              | 0                              | 1             | 0             | 1             | 0             | 18       | 0      | 2           | 0          |
| T. Reginiussen     | 25          | 0           | 2           | 0           | 1                  | 1                  | 1                  | 0                  | 3+6                            | 1+0                            | 0+2                            | 0                              | 1             | 1             | 0             | 0             | 36       | 3      | 5           | 0          |
| J. Skjelvik        | 21          | 0           | 0           | 0           | 3                  | 0                  | 0                  | 0                  | 4+7                            | 0                              | 0+2                            | 0                              | 0             | 0             | 0             | 0             | 35       | 0      | 2           | 0          |
| M. Stamnestrø      | 0           | 0           | 0           | 0           | 0                  | 0                  | 0                  | 0                  | 0                              | 0                              | 0                              | 0                              | 0             | 0             | 0             | 0             | 0        | 0      | 0           | 0          |
| A. Trondsen        | 10          | 2           | 2           | 0           | 1                  | 0                  | 0                  | 0                  | 0+6                            | 0                              | 0+1                            | 0                              | -             | -             | -             | -             | 17       | 2      | 3           | 0          |
| M. Vilhjálmsson    | 18          | 7           | 2           | 0           | 5                  | 8                  | 0                  | 0                  | 4+7                            | 1+0                            | 1+0                            | 0                              | 1             | 0             | 0             | 0             | 35       | 16     | 3           | 0          |